# Vern-sur-Seiche
Vern-sur-Seiche (tiếng Breton: Gwern-ar-Sec'h, Gallo: Vèrn) là một xã của tỉnh Ille-et-Vilaine, thuộc vùng Bretagne, miền tây bắc nước Pháp.

## Dân số
Người dân ở Vern-sur-Seiche được gọi là Vernois.
| 1962                                            | 1968 | 1975 | 1982 | 1990 | 1999 | 2004 | 2007 |
| ----------------------------------------------- | ---- | ---- | ---- | ---- | ---- | ---- | ---- |
| 1466                                            | 1675 | 2638 | 3116 | 5602 | 7454 | 8200 | 8336 |
| Starting in 1962: Population without duplicates |      |      |      |      |      |      |      |